# NGC 2357
NGC 2357 è una galassia a spirale (Scd) situata prospetticamente nella costellazione dei Gemelli alla distanza di 108 milioni di anni luce dalla Terra.
Costituisce un piccolo gruppo di galassie insieme a NGC 2365 e UGC 5751.
In questa galassia sono state individuate due esplosioni di supernova denominate rispettivamente SN 2010bj (tipo IIP) e SN 2015I (supernova di tipo Ia).

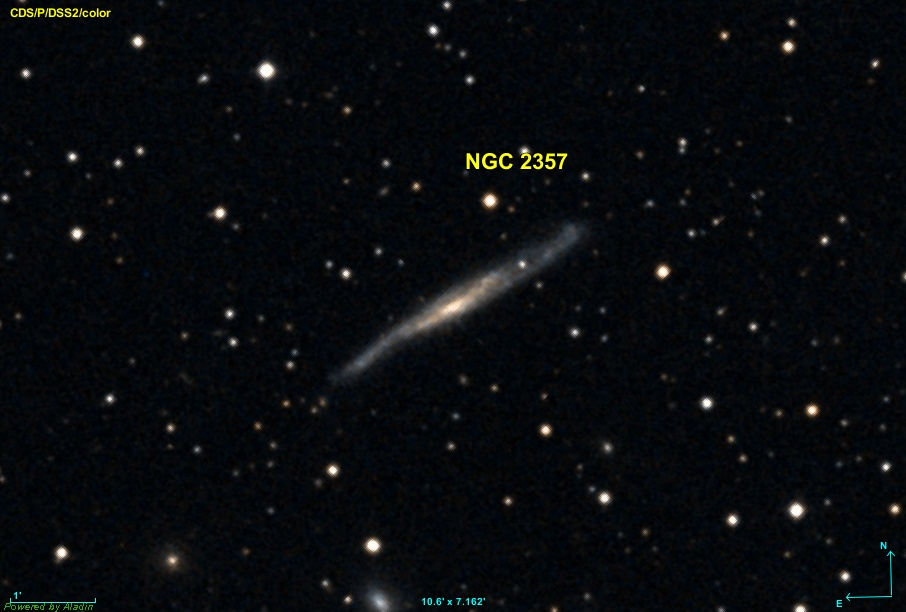
NGC 2357 (DSS)